# Travis Mayer
Pour les articles homonymes, voir Mayer.
Travis Mayer, né le 22 février 1982 à Springville (New York), est un skieur acrobatique américain spécialisé dans les épreuves de bosses.

## Biographie
Au cours de sa carrière, il a notamment remporté une médaille d'argent lors des Jeux olympiques d'hiver de 2002 à Salt Lake City (États-Unis).

## Palmarès

### Ski acrobatique
| Édition/Discipline | Bosses |
| ------------------ | ------ |
| JO 2002            | Argent |
| JO 2006            | 7e     |

### Championnats du monde
| Édition/Discipline | Bosses |
| ------------------ | ------ |
| Mondiaux 2003      | 4e     |
| Mondiaux 2005      | 17e    |

### Coupe du monde
- Meilleur classement au général : 7e en 2003.
- Meilleur classement aux bosses : 3e en 2003.
- 11 podiums dont 1 victoire.